# مدرسه نادر دیوان‌بیگی
مدرسه نادر دیوان‌بیگی بخشی از مجموعه معماری لب حوض در بخارا است.
سازهٔ مدرسه و همچنین خانقاهی که در نزدیکی آن جای دارد به اسم وزیر نامداری که دستور ساخت آنها را داده نامگذاری شده‌است. وزیرْ نادر در دربار یکی از نیرومندترین فرمانروایان دودمان اشترخانی؛ امام‌قلی‌خان، که در سال‌های ۱۶۱۱–۱۶۴۲ در بخارا فرمان می‌راند، کار می‌کرد. کابینهٔ امام‌قلی‌خان یکی از پایدارترین و کمابیش آرام‌ترین کابینه‌ها در تاریخ اشترخانیان بخارا بود. در این دوره فرمانداران نه تنها به جنگ‌های پیوسته، بلکه به شهرسازی نیز توجه داشتند.
در آغاز نادر دیوان‌بیگی دستور داد خانقاه (جایی برای زندگی درویشان) بسازند و بعدها کاروانسرایی به آن افزوده‌شد. ولی در آیین گشایش، امام‌قلی‌خان گفت که کاروانسرا برای نشان دادن شکوه خداوند ساخته شده‌است، پس وزیر ناچار شد آن مدرسه را به بازسازی کند.
مدرسهٔ نادر دیوان‌بیگی به سبکی که برای همه سازه‌های تاریخی مسلمانان آسیای میانه معمول است، آذین شده‌است. با این همه از نگاره‌های پرندگان، جانوران و انسان - خورشید نیز در آذین بهره‌وری شد که چنین کاری برای سازه‌های اسلامی معمول نبود. مدرسهٔ نادر دیوان‌بیگی به الگوی مدرسه شیردار در سمرقند ساخته شد، ولی شیرهای پرآوازهٔ سردر با پرندگان افسانه‌ای شاد جایگزین شدند. وزیر پس از آنکه کاروانسرا، مدرسه شد، دستور داد یک ایوان، سردر و برج‌های گوشه‌دار را به نمای اصلی آن بچسبانند و طبقهٔ دوم برای افزودنِ اتاق‌های نشیمن (حجره) در نظر گرفته شود.
در مورد خانقاه، این سازه شکلی از ساختمان چند اتاقکی با تالار گنبدی کانونی داشت. حجره‌ها نه در طبقهٔ دوم بلکه در طبقهٔ یکم و در دیوارهای جانبی و گوشه‌های ساختمان جای داشتند. ورودی اصلی پهناور بود که برای آسیای میانه غیرمعمول بود.
نادر دیوان‌بیگی دستور داد در نزدیکی خانقاه و مدرسه، حوضی بسازند. پس از آن، این آب‌انبار یا حوض دست‌ساز، لب حوض نام گرفت و یکی از شناخته‌شده‌ترین دیدنی‌های بخارا شد.